# 藤井新一
藤井 新一（ふじい しんいち、1892年（明治25年）8月2日 – 1971年（昭和46年）3月4日）は、大正末から昭和期の政治学者、法学者、政治家。参議院議員（1期）。

## 経歴
香川県三木郡平井村井上（木田郡平井村、平井町を経て現三木町井上）で、藤井宇平の三男として生まれる。平井村北尋常小学校、木田郡五ケ村組合立白山高等小学校高等科、香川県立大川中学校（現香川県立三本松高等学校）を経て、1917年（大正6年）7月、早稲田大学高等師範部英語科を卒業した。アメリカ合衆国に留学し、同年9月、語学習得のためカリフォルニア州サンタバーバラ郡ユバチノ公立小学校第1学年に入学し、1918年（大正7年）1月に同州サンノゼ市公立ヘスター第1小学校に転校し、同年7月、小学課程を9ヶ月で卒業した。同年7月、ロサンゼルス市の夏季学校に入学してフランス語を学び、同年9月、南カリフォルニア大学大学院に入学し、政治学、植民論、憲法、行政法の研究を行い、1919年（大正8年）6月、ユニットを卒えた。同年9月、ボストン大学大学院に入学し、1920年（大正9年）6月、同大学院を修了しマスター・オブ・アーツの学位を受けた。同年9月、コロンビア大学大学院に入学し、政治学、憲法、米国法を専攻し、1921年（大正10年）6月、ユニットを卒え、1922年（大正11年）7月、ワシントン、オリエンタル大学からドクトル・オブ・ローズの学位を受けた。この間、ワシントン海軍軍縮会議で日本全権の通訳を務めている。
1923年（大正12年）に帰国し、同年4月から早稲田大学講師に就任し、その後、同教授、早稲田専門学校教授、早稲田第二高等学院教授などを1950年（昭和25年）7月まで務めた。また1923年4月から法政大学でも講義し、同大学専門部教授、同法学部教授を1938年（昭和13年）まで務めた。1924年（大正13年）4月から日本大学法文学部の講師としての政治科、法学科で1945年（昭和20年）3月まで教えた。1943年（昭和18年）4月、駒沢大学教授に就任。1951年（昭和26年）10月から懇請されて公立三重短期大学の創設に参画し、1952年（昭和24年）4月に同大が設立されると初代学長に就任した。
1947年（昭和22年）4月の第1回参議院議員通常選挙に全国区から日本社会党公認で出馬して当選し（補欠、任期3年）、参議院議員に1期在任した。この間、参議院文教委員会常任理事、同議院運営委員会理事、同内閣委員会常任理事、同両院法規委員長などを務めた。その後、1950年（昭和25年）6月の第2回通常選挙に全国区から自由党公認で立候補したが落選した。
その他、静岡県民生部労働斡旋委員、伊東市警察懲罰委員長なども務めた。
1966年（昭和41年）春の叙勲で勲二等瑞宝章受章。
1971年（昭和46年）3月4日死去、79歳。死没日をもって正四位に叙され、銀杯一組を賜った。

## 著作
- 『米国憲法論』有斐閣、1926年。
- 『米国政党政治の観測』早稲田大学出版部、1927年。
- 『米国政治外交概観』有斐閣、1928年。
- 『米国憲法政治の民主主義論』有斐閣、1928年。
- 『新独逸憲法政治』有斐閣、1929年。
- 『政党学』南郊社、1929年。
- 『英国政治制度論』有斐閣、1930年。
- 『政党資金論』文明協会、1930年。
- 『現代政党の社会階級関係史論』有斐閣、1930年。
- 『公民政治読本』新晃社、1931年。
- 『アメリカ合衆国憲法原理』有斐閣、1931年。
- 『社会学的政治学論評』有斐閣、1931年。
- 『日本憲法論』有精堂、1931年。
- 『世界大戦の政治的並に経済的影響』文明協会、1931年。
- 『日本比較憲法論』有精堂、1934年。
- 『米国憲法本質論』有斐閣、1935年。
- 『逐条アメリカ憲法論』有斐閣、1935年。
- 『日本固有法と憲法』日本放送出版協会、1941年。
- 『帝国憲法と金子伯』大日本講談社、1942年。